# Giacchè
Il Giacchè o Ciambrusca è un vitigno a bacca nera diffuso principalmente nel Lazio e in misura minore in Toscana, identificato tramite analisi del DNA come clone del Lambrusco Maestri.

## Storia
Il Giacché è un vitigno che anticamente cresceva in modo spontaneo nella macchia mediterranea. Era già conosciuto ed apprezzato al tempo degli Etruschi, poi cantato da Virgilio nell'Eneide.

## Utilizzo
Nonostante la conoscenza della vinificazione così antica di questo vitigno, il Giacché veniva usato come uva da taglio, per dare più sostanza ai vini ottenuti da Sangiovese e Montepulciano. Proprio per questo motivo veniva confuso con altri vitigni utilizzati a questo scopo, come ad esempio il Colorino o il Teinturier francese. Nel Lazio viene vinificato in purezza nella zona di Cerveteri.